# Подушко, Зиновий Григорьевич
Зиновий Григорьевич Подушко (укр. Зиновій Григорович Подушко ; 29 октября 1887, поселок Очеретино Изюмского уезда Харьковской губернии, ныне село Очеретино (укр. Очеретине) в Александровской поселковой общине Краматорского района Донецкой области Украины — 29 октября 1963, Лодзь, Польша) — украинский и польский художник.

## Биография
В 1911 году окончил Киевское художественное училище. В 1912—1917 годах обучался в Петербургской Императорской Академии художеств. Ученик И. Репина и Я. Ционглинского.
После Октябрьской революции служил офицером в Армии УНР. Участник Гражданской войны.
С 1919 года жил в Польше (с 1921 г. — в Лодзи). Работал художником в городском театре, в городском архитектурно-проектном бюро.
Преподавал живопись.

## Творчество
З. Подушко — мастер украинского пейзажа («Заход солнца», «На пастбище», «Чумацкий табор», «Степное село», «Вечер в степи», «Мельницы», «Пахота», «На Днепре», «Одинокие деревья», «Вечер в горах»).
Участник Товарищества передвижных художественных выставок. Член и экспонент «Общины художников» (1910—1928) и Общества им. А. Куинджи (1917—1930). Экспонировал произведения на многочисленных выставках, в частности в главном варшавском салоне «Захента», где получил серебряную медаль.
Автор живописного цикла, посвящённого истории Украины. Кроме пейзажей, писал жанровые сцены.
Картины художника представлены в Хмельницком областном художественном музее и многих других музеях Украины, Польши и России.